# Kasteel van Widooie
Het Kasteel van Widooie is een kasteel in Widooie in de Belgische gemeente Tongeren in de provincie Limburg. Het kasteel is gelegen aan de Kasteelweg. Het kasteel ligt ten westen van de dorpskern nabij de bron van de Mombeek.
Het Kasteel van Widooie is een kasteelhoeve en vormt een gesloten geheel bestaande uit vier vleugels rondom een rechthoekige binnenplaats. Het kasteel is deels van een gracht voorzien en wordt omringd door een park aan de zuidzijde en weilanden aan de overige zijden.

## Gebouwen
Het hoofdgebouw bestaat uit drie delen; het poortgebouw, het woonhuis en het stallencomplex. Het poortgebouw in de westelijke vleugel telt twee bouwlagen en is opgetrokken in baksteen. Het gebouw wordt bedekt door een zadeldak en is voorzien van hoekbanden, spekbanden en vensteromlijstingen uit mergelsteen en gekrulde muurankers ter versiering van de gevel. In de onderste bouwlaag bevindt zich een korfboogpoort die voorzien is van een rechthoekige omlijsting in kalksteen. Centraal boven de poort is eveneens in kalksteen het wapen van Richard Vaes gehouwen, deze beeltenis dateert uit 1662.
Het woonhuis is gelegen aan de zuidzijde. Het bakstenen gebouw telt twee bouwlagen en is negen traveeën lang. Deze vleugel wordt bedekt door een zadeldak, echter, boven de travee grenzend aan de westelijke hoektoren bevindt zich een schilddak. Net als bij het poortgebouw worden hoekbanden, spekbanden en vensteromlijstingen uit mergelsteen en gekrulde muurankers gebruikt om de gevel te versieren. Het uitzicht van het woonhuis is het resultaat van grondige aanpassingswerken in de 18e eeuw.
De vierkante hoektoren op de aansluiting van het poortgebouw en het woonhuis telt drie bouwlagen en wordt bedekt door een tentdak bekroond met een vierzijdige dakruiter.
Het stallencomplex bestaat uit twee gebouwen die gelegen zijn aan de oostelijke en de noordelijke zijde van het complex. De noordelijke vleugel betreft een dwarsschuur uit de 17e eeuw opgetrokken in baksteen en bedekt wordt door een zadeldak en waarvan de zijgevel trapsgewijs versmalt naar boven toe. De oostelijke vleugel is betreft eveneens een bakstenen gebouw voorzien van een zadeldak. Beide vleugels dateren uit de 17e eeuw.

## Geschiedenis en bewoners
In 1559 werd het kasteel van Widooie door abt Karel I van Bourbon van de abdij van Corbie in erfpacht gegeven aan Godfried van Bocholt, heer van Grevenbroek. In 1588 komt het kasteel in bezit van Hendrik Vaes. Na de Franse revolutie kwam het kasteel in het bezit van verschillende families zoals de families Grisard, Blochaise, De Coen, Van Aken en de Schaetzen. Historisch gezien is het kasteel van Widooie sterk verbonden met het nabijgelegen kasteel Terhove.